# Agnes van den Bossche
Pour les articles homonymes, voir Bossche.
Agnes van den Bossche est une peintre flamande du XVe siècle.

## Biographie

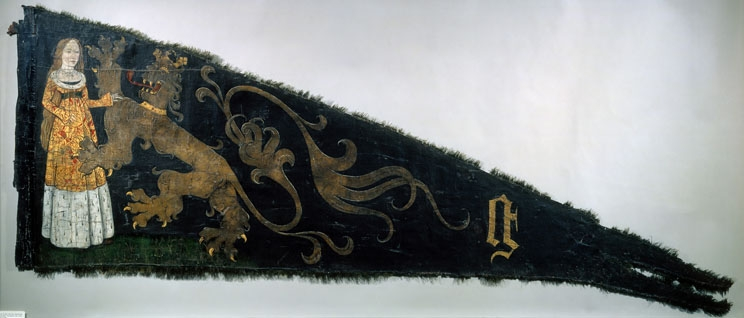
Étendard de la ville de Gand, 1482, 100 x 265 cm

Fille de Tristan, elle s'affilie à la corporation des peintres de Gand, en 1469. La commune l'emploie à des peintures décoratives et au dais de Notre Dame de Tournai.
Elle peint un étendard qui comporte sur ses deux faces un lion et la Pucelle de Gand. Le lion est l'emblème de la cotte d'armes de Gand et la Pucelle apparaît pour la première fois dans un poème de 1388 de Baudoin van der Lore. Daté de 1482 et mesurant 100 cm de haut et 265 cm à la base, il est conservé au musée de la Bijloke